# الطيبة الغربية
الطيبة الغربية قرية تبعد عن مدينة حمص حوالي 30 كيلو متر. يبلغ عدد السكان حوالي 5000 نسمة. يحدها عدة قرى من الشرق كفرلاها وتلدو ومن الغرب مريمين وفاحل ومن الشمال قرمص ومن الجنوب العوصية والشنية.

يعتمد اقتصاد أهل القرية على التجارة والاغتراب وتربية الدواجن. إذ تشتهر القرية بمزارع الدواجن ومعظم أراضيها مزروعة باشجار الزيتون. وتعتبر أراضي الطيبة غنية في الماء وفيها الأنهار الكثيرة والينابيع الوفير.
في القرية مجلس بلدي ومركز صحي وعدة مدارس ابتدائية وإعدادية وثانوية. وفيها عدة صيدليات وعيادات ومراكز تجارية. أما نسبة الأميين فيها فلا تتجاوز 2%.
وشهدت القرية فوضة وتخريب وكسر معظم البيوت من قبل (الشبيحة) رجال الأمن وسقط منها عدة شهداء حيث كانت القرية من أولى القرى في ريف حمص الشمالي التي هبت فيها رياح الثورة السورية، وهب شبابها من كل الأعمار للعمل الثوري وقدمت العديد من الشهداء والمعتقلين على مذبح الحرية مند انطلاق الثورة في 15 آذار سنة 2011.